# Halsey Royden
Halsey Lawrence Royden Junior (* 26. September 1928 in Phoenix (Arizona); † 22. August 1993 in Los Altos Hills) war ein US-amerikanischer Mathematiker, der sich mit Funktionentheorie (komplexe Analysis) beschäftigte.
Royden studierte am Phoenix College und ab 1946 an der Stanford University, an der er 1949 bei Donald Spencer seinen Masterabschluss machte. 1951 wurde er an der Harvard University bei Lars Ahlfors promoviert (Harmonic functions on open Riemann surfaces). Danach ging er als Assistant Professor nach Stanford zurück (wo die Mathematik-Fakultät von Gabor Szegö geleitet wurde), wo er 1953 Associate Professor für Mathematik wurde und 1958 eine volle Professur erhielt. 1962 bis 1965 war er dort stellvertretender Dekan der School of Humanities and Sciences, 1968/69 geschäftsführender Dekan (Acting Dean) und 1973 bis 1981 Dekan der School of Humanities and Sciences. In diese Zeit fiel die Gründung des 1980 eingeführten Western Culture Program für Undergraduates in Stanford. Außerdem war er Vorstand der Mathematikfakultät, für die er auch als Historiker wirkte.
Er befasste sich mit Riemannschen Flächen und deren Teichmüllerräumen, später auch mit Funktionentheorie mehrerer komplexer Variabler und komplexer Differentialgeometrie. Sein Lehrbuch Real Analysis war lange Zeit eines der Standardwerke. Er war seit den 1950er Jahren in der akademischen Verwaltung in Stanford aktiv (schon ab 1956 als Assistant Executive Head der Mathematikfakultät unter Max Schiffer) und maßgeblich an der Entwicklung des Mathematik-Kurrikulums in Stanford beteiligt.
1970 zeigte er die Äquivalenz der Kobayashi-Metrik mit der Teichmüller-Metrik auf Teichmüllerräumen.
Er war Guggenheim Fellow. 1974 war er Invited Speaker auf dem Internationalen Mathematikerkongress in Vancouver (Intrinsic metrics on Teichmüller space).
Er war mit der Mathematikerin Virginia „Jinx“ Voegli verheiratet und hatte zwei Töchter und einen Sohn. Eine seiner Töchter ist Leigh Royden.

## Schriften
- Real Analysis, Macmillan 1963, 3. Auflage 1988
- A history of Mathematics at Stanford in A century of mathematics in America, American Mathematical Society, 1989, Band 2, Online, pdf